# Dreimärker (Feuerthal)

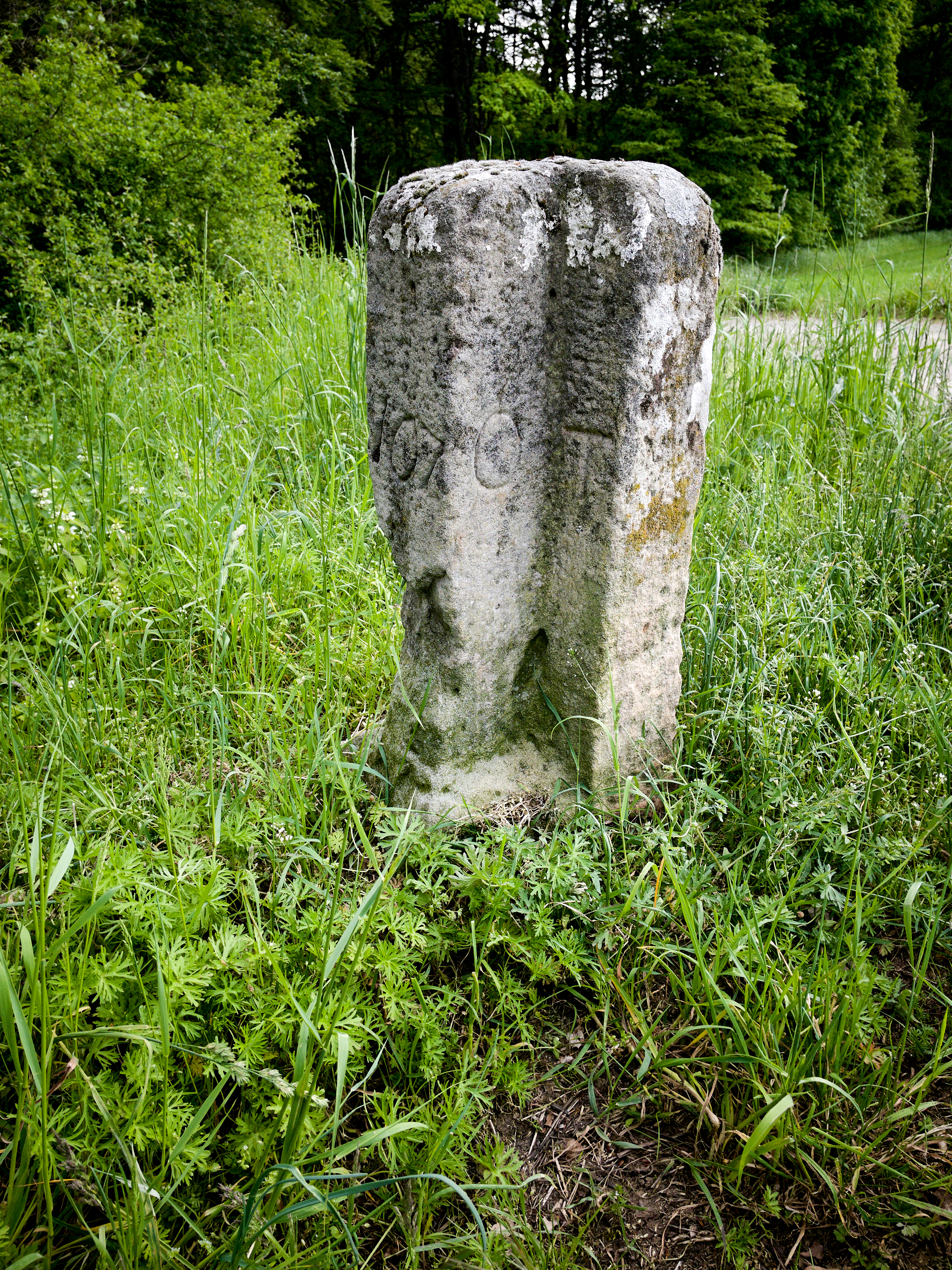
Wegkreuz in Oberthulba, in der Waldstraße

Der Dreimärker in Feuerthal ist ein Grenzstein im unterfränkischen Landkreis Bad Kissingen und steht an der Gemarkungsgrenze zwischen dem Markt Elfershausen, Feuerthal, einem Gemeindeteil der Kleinstadt Hammelburg, und dem Markt Oberthulba.
Der Dreimärker gehört zu den Baudenkmälern von Elfershausen, von Hammelburg und von Oberthulba und ist unter der Nummer D-6-72-127-120 in der Bayerischen Denkmalliste registriert.

## Beschreibung
Der dreiseitige Grenzstein hat eine T-Form, besteht aus rotem Sandstein und ist 79 cm hoch. Er ist mit der Jahreszahl „1786“ bezeichnet.